# 吉瑞替尼
吉瑞替尼（英語：Gilteritinib），以商品名Xospata出售，是一種抗癌藥。它可作為AXL受體酪胺酸激酶抑制劑，因此是一種酪氨酸激酶抑制劑。 
此藥由安斯泰來製藥（Astellas Pharma）開發。
2018年4月，安斯泰來向美國食品藥品監督管理局（FDA）申请了吉瑞替尼的新藥申請，用於治療復發或難治性FLT3突變急性骨髓性白血病成年患者。
2018年11月，美國FDA批准吉瑞替尼作為復發或難治性FLT3突變急性骨髓性白血病成年患者的治療用藥；FLT3突變須由美國FDA批准的測試測出。
美國FDA、歐洲聯盟委員會、以及日本厚生勞動省授權吉瑞替尼作為某些急性骨髓白血病患者的罕用藥。
2020年三月，吉瑞替尼被批准在澳洲用於醫療。

## 研究
吉瑞替尼的用途已被重新定位為有潛力的抗病毒藥物，可能可以應用在治療COVID-19上。

## 延伸閱讀
- . Therapeutic Goods Administration（英语：Therapeutic Goods Administration） (TGA) (报告). September 2020. （原始内容存档于2020-12-10）.

## 外部連結
- . Drug Information Portal. U.S. National Library of Medicine.   [2020-11-29]. （原始内容存档于2020-12-09）.
- . NCI Drug Dictionary. National Cancer Institute.   [2020-11-29]. （原始内容存档于2021-01-10）.
- . National Cancer Institute.   [2020-11-29]. （原始内容存档于2021-01-12）.